# Società Sportiva Atletico Catania 2000-2001
Questa voce raccoglie le informazioni riguardanti la Società Sportiva Atletico Catania nelle competizioni ufficiali della stagione 2000-2001.

## Rosa
| N. |                      | Ruolo | Calciatore                 |
| -- | -------------------- | ----- | -------------------------- |
|    | Italia (bandiera)    | P     | Stefano Ambrosi            |
|    | Italia (bandiera)    | P     | Giuseppe Aprea             |
|    | Italia (bandiera)    | D     | Stefano Archetti           |
|    | Italia (bandiera)    | D     | Pietro Assennato           |
|    | Italia (bandiera)    | A     | Antonio Bernardi           |
|    | Italia (bandiera)    | D     | Riccardo Bocchini          |
|    | Italia (bandiera)    | A     | Carmelo Bonarrigo          |
|    | Italia (bandiera)    | A     | Roberto Bonazzi            |
|    | Italia (bandiera)    | C     | Alfredo Cardinale          |
|    | Italia (bandiera)    | C     | Salvatore Chiaramonte      |
|    | Italia (bandiera)    | D     | Alfio Chiavaro             |
|    | Argentina (bandiera) | C     | Alejandro Pablo De Bartolo |
|    | Italia (bandiera)    | A     | AntoniO Di Giuseppe        |
|    | Italia (bandiera)    | C     | Giuliano Gentilini         |
|    | Italia (bandiera)    | C     | Cisco Guida                |
|    | Italia (bandiera)    | D     | Pietro Infantino           |
|    | Italia (bandiera)    | C     | Rosario La Marca           |

| N. |                   | Ruolo | Calciatore                |
| -- | ----------------- | ----- | ------------------------- |
|    | Italia (bandiera) | C     | Alfonso Lombardi          |
|    | Italia (bandiera) | A     | Massimo Manca             |
|    | Italia (bandiera) | A     | Stefano Manchini          |
|    | Italia (bandiera) | A     | Salvatore Cappa Mirici    |
|    | Italia (bandiera) | A     | Fabio Moscelli            |
|    | Italia (bandiera) | P     | Antonio Musella           |
|    | Italia (bandiera) | D     | Carlo Nativi              |
|    | Italia (bandiera) | A     | Giorgio Panesi            |
|    | Italia (bandiera) | A     | Antonio Franco Pannitteri |
|    | Italia (bandiera) | C     | Fabrizio Romondini        |
|    | Italia (bandiera) | C     | Carmelo Russo             |
|    | Italia (bandiera) | A     | Maurizio Sala             |
|    | Italia (bandiera) | D     | Simone Tamburro           |
|    | Italia (bandiera) | C     | Sabbato Teodosio          |
|    | Italia (bandiera) | D     | Francesco Tondo           |
|    | Italia (bandiera) | A     | Gianluca Torma            |
|    | Italia (bandiera) | C     | Antonio Trovato           |

## Risultati

### Campionato

#### Girone di andata
| 3 settembre 2000 1ª giornata | Atletico Catania | 1 – 1 | Fidelis Andria |  |

| 10 settembre 2000 2ª giornata | Torres | 1 – 1 | Atletico Catania |  |

| 17 settembre 2000 3ª giornata | Atletico Catania | 2 – 3 | Savoia |  |

| 24 settembre 2000 4ª giornata | Messina | 2 – 1 | Atletico Catania |  |

| 1º ottobre 2000 5ª giornata | Giulianova | 1 – 1 | Atletico Catania |  |

| 8 ottobre 2000 6ª giornata | Atletico Catania | 1 – 1 | Fermana |  |

| 15 ottobre 2000 7ª giornata | Avellino | 2 – 1 | Atletico Catania |  |

| 22 ottobre 2000 8ª giornata | Atletico Catania | 0 – 2 | Viterbese |  |

| 29 ottobre 2000 9ª giornata | Castel di Sangro | 4 – 1 | Atletico Catania |  |

| 5 novembre 2000 10ª giornata | Atletico Catania | 0 – 1 | Catania |  |

| 19 novembre 2000 11ª giornata | Nocerina | 2 – 3 | Atletico Catania |  |

| 26 novembre 2000 12ª giornata | Atletico Catania | 0 – 1 | Palermo |  |

| 3 dicembre 2000 13ª giornata | Ascoli | 1 – 1 | Atletico Catania |  |

| 10 dicembre 2000 14ª giornata | Atletico Catania | 0 – 0 | Vis Pesaro |  |

| 17 dicembre 2000 15ª giornata | Atletico Catania | 2 – 0 | Lodigiani |  |

| 23 dicembre 2000 16ª giornata | Sporting Benevento | 1 – 1 | Atletico Catania |  |

| 7 gennaio 2001 17ª giornata | Atletico Catania 3000 | 1 – 2 | L'Aquila |  |

#### Girone di ritorno
| 14 gennaio 2001 18ª giornata | Fidelis Andria | 0 – 1 | Atletico Catania 3000 |  |

| 21 gennaio 2001 19ª giornata | Atletico Catania 3000 | 2 – 3 | Torres |  |

| 28 gennaio 2001 20ª giornata | Intersavoia | 1 – 0 | Atletico Catania 3000 |  |

| 4 febbraio 2001 21ª giornata | Atletico Catania 3000 | 0 – 1 | Messina |  |

| 11 febbraio 2001 22ª giornata | Atletico Catania 3000 | 0 – 2 | Giulianova |  |

| 18 febbraio 2001 23ª giornata | Fermana | 1 – 0 | Atletico Catania 3000 |  |

| 25 febbraio 2001 24ª giornata | Atletico Catania 3000 | 0 – 3 | Avellino |  |

| 4 marzo 2001 25ª giornata | Viterbese | 1 – 1 | Atletico Catania 3000 |  |

| 11 marzo 2001 26ª giornata | Atletico Catania 3000 | 0 – 2 | Castel di Sangro |  |

| 18 marzo 2001 27ª giornata | Catania | 2 – 1 | Atletico Catania 3000 |  |

| 25 marzo 2001 28ª giornata | Atletico Catania 3000 | 0 – 0 | Nocerina |  |

| 8 aprile 2001 29ª giornata | Palermo | 0 – 0 | Atletico Catania 3000 |  |

| 14 aprile 2001 30ª giornata | Atletico Catania 3000 | 1 – 1 | Ascoli |  |

| 22 aprile 2001 31ª giornata | Vis Pesaro | 0 – 2 | Atletico Catania 3000 |  |

| 29 aprile 2001 32ª giornata | Lodigiani | 1 – 0 | Atletico Catania 3000 |  |

| 6 maggio 2001 33ª giornata | Atletico Catania 3000 | 1 – 1 | Sporting Benevento |  |

| 13 maggio 2001 34ª giornata | L'Aquila | 0 – 1 | Atletico Catania 3000 |  |